# Karel XIV Johan van Zweden
Jean-Baptiste Jules Bernadotte (Pau, 26 januari 1763 – Stockholm, 8 mei 1844), Frans militair, was van 1818 tot 1844 als Karel XIV Johan koning van Zweden en als Karel III Johan koning van Noorwegen (Unie tussen Zweden en Noorwegen). Hij was de eerste heerser uit het huis Bernadotte dat tot op de dag van vandaag op de Zweedse troon zit.

## Militaire carrière
Bernadotte werd geboren als zoon van de procureur Henri Bernadotte (1711-1780), die op zijn beurt zoon was van een kleermaker. Zijn doopnaam was Jean-Baptiste, maar later voegde hij in de geest van de Franse Revolutie Jules aan zijn voornaam toe, naar Julius Caesar. Op 3 september 1780 nam hij vrijwillig dienst in het Franse leger. Hij diende aanvankelijk op Corsica en maakte bij het uitbreken van de Franse Revolutie snel promotie. Aan de veldtochten in Duitsland en de Lage Landen (o.a. het Beleg van Maastricht door Kléber) nam hij deel als brigadegeneraal en aan Napoleon Bonapartes veldtocht in Italië als generaal. Hij toonde zich daarbij een voorstander van strenge tucht. In 1798 diende hij als ambassadeur bij keizer Frans II in Wenen. Deze functie moest hij echter neerleggen nadat het hijsen van de Tricolore op de ambassade een schandaal had veroorzaakt.
Hij trad op 17 augustus 1798 in het huwelijk met Désirée Clary, voormalig verloofde van Napoleon en zuster van Julie Clary, echtgenote van Napoleons broer Jozef Bonaparte. Van 2 juli tot 14 september was hij minister van Oorlog, een functie waarvan hij zich capabel kweet. Zijn groeiende roem en zijn contacten met de jakobijnen irriteerden Emmanuel Joseph Sieyès, een van de leden van het Directoire dat Frankrijk van 1795 tot 1799 bestuurde. Hij werd op diens instigatie ontslagen, maar nam in 1799 niet deel aan Napoleons staatsgreep tegen het Directoire, hoewel hij dit ook niet verdedigde. Hij aanvaardde echter een functie in het Consulaat en commandeerde van april 1800 tot 18 augustus 1801 het leger in de Vendée.
Na de proclamatie van het Franse keizerrijk werd hij maarschalk van Frankrijk (19 mei 1804). Hij was van juni 1804 tot september 1805 gouverneur van het bezette Hannover. Als beloning voor zijn dienst in de Slag bij Austerlitz ontving hij op 5 juni 1806 de titel van prince de l'Empire als prins van Pontecorvo. Van juni 1807 tot april 1809 was hij gouverneur van de Hanzesteden. Zweedse krijgsgevangenen behandelde hij goed en hij kreeg in Zweden de reputatie van een goed bestuurder. Van zijn geplande campagne tegen Zweden kwam niets terecht. Hij nam in 1809 deel aan de Slag bij Wagram, die de Fransen weliswaar wonnen, maar waarbij hij meer dan een derde van zijn manschappen verloor. Hierop verklaarde hij dat de overwinning grotendeels aan zijn contingent was toe te schrijven, een verklaring die Napoleon verwierp. Bernadotte keerde gepikeerd terug naar Parijs. Daar werd hem de verdediging van het koninkrijk Holland tegen de Britse invasie op Walcheren toevertrouwd.

## De Zweedse kroon
Bernadottes carrière nam een onverwachte wending toen hem in 1810 de functie van kroonprins en dus troonopvolger van Zweden werd aangeboden. De Zweedse koning Gustaaf IV was in 1809 verdreven en vervangen door kinderloze Karel XIII. Nadat de aanvankelijke kroonprins, de Deen Christiaan August van Sleeswijk-Holstein-Sonderburg-Augustenburg (Karel August), in 1810 plotseling was gestorven, vroegen de Zweden Napoleon om advies. Deze wees baron Carl Otto Mörner aan om een nieuwe troonopvolger te kiezen. Mörner benaderde Bernadotte, die hij bewonderde om diens militaire expertise, redenaarstalent en capabele en humane beleid. De Zweedse Rijksdag bevestigde deze keuze en koos hem op 21 augustus 1810 tot kroonprins. Bernadotte arriveerde op 20 oktober in Zweden en werd door Karel XIII als Karel Johan geadopteerd.
De nieuwe kroonprins nam onmiddellijk de regering op zich en fungeerde als regent voor de zieke Karel XIII. Zijn buitenlandbeleid was er voornamelijk op gericht Noorwegen te verwerven. Hij wekte het misnoegen van Napoleon - die zijn kandidatuur absurd had gevonden - door verlichting van het Continentaal Stelsel toe te staan. De Franse keizer bezette in januari 1812 plotseling Zweeds Pommeren, waarop Karel Johan zich bij Napoleons vijanden Rusland (april 1812) Groot-Brittannië (maart 1813) en Pruisen (april 1813) aansloot, de zogenaamde Zesde Coalitie. Engeland beloofde hem steun voor de annexatie van het tot Denemarken behorende Noorwegen, maar overreedde hem eerst deel te nemen aan de campagne tegen Napoleon.

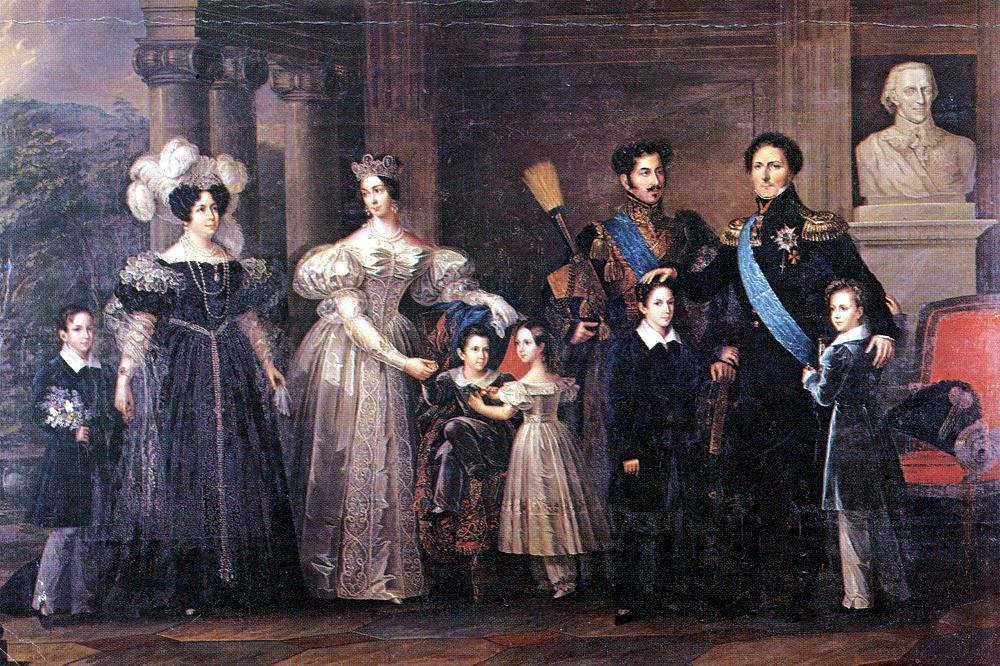
De familie van Karel XIV Johan. Van links naar rechts: prins Oscar (later Oscar II), koningin Désirée, kroonprinses Josephine, prins Augustus, prinses Eugénie, kroonprins Oscar (later Oscar I), prins Karel (later Karel XV), koning Karel XIV Johan en prins Gustaaf

Na de voor Napoleon desastreuze Slag bij Leipzig, waarin Karel Johan de Zweedse legers aanvoerde, nam hij als bevelhebber nog deel aan enkele militaire acties in Duitsland en Nederland. Zo voerde hij, samen met generaal Carl Henrik Anckarsvärd, de Zweedse troepen aan, die begin 1814 het Franse garnizoen te Maastricht insloten. Karel Johan was eveneens succesvol in de strijd tegen Denemarken waarin hij koning Frederik VI in januari 1814 dwong het Verdrag van Kiel te tekenen waarbij Noorwegen op Zweden overging. De Noren verzetten zich hiertegen en namen in mei 1814 een liberale constitutie aan. Na een korte veldtocht aanvaardden zij echter Karel XIII als koning, zij het met behoud van de grondwet.

## Koningschap
Het Congres van Wenen na de val van Napoleon was Karel Johan aanvankelijk niet goed gezind en nam de zoon van de verdreven Gustaaf IV, Gustaaf Gustafsson van Wasa, als pretendent in overweging. Dankzij Russische en Britse steun bleef Karel Johan echter gehandhaafd en na de dood van Karel XIII op 5 februari 1818 werd hij koning van Zweden (kroning 11 mei door aartsbisschop Lindblom) en Noorwegen (kroning 7 september). Hij bekeerde zich tot het lutheranisme.

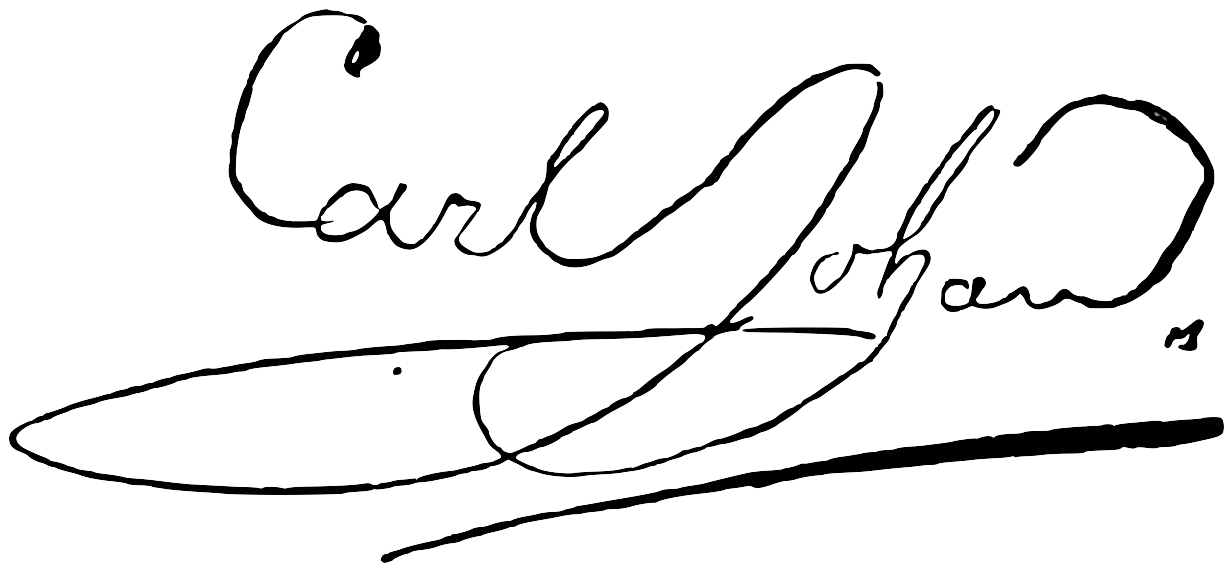
Handtekening Karel XIV

De voorheen revolutionaire en republikeinse Karel XIV regeerde nu op conservatieve wijze - iets dat door de Zweden zo veel mogelijk werd tegengewerkt. Desondanks - en ondanks het feit dat hij de Zweedse en Noorse taal nooit machtig werd - was hij door zijn ervaring, kennis en charisma populair. Noorwegen en Zweden ging het onder zijn beleid voor de wind. Er brak een lange periode van vrede aan, de landbouw en handel alsmede de bevolking groeide snel. Zijn autocratische tendensen leidden in 1840 tot enige roep om zijn abdicatie, maar drie jaar later werd zijn jubileum met veel enthousiasme gevierd. Hij stierf op 8 mei 1844 en werd opgevolgd door zijn zoon Oscar I.

## Eerste generaties van het huis Bernadotte
| Henri Bernadotte (1711-1780) | Henri Bernadotte (1711-1780) | Henri Bernadotte (1711-1780) | Henri Bernadotte (1711-1780) | Henri Bernadotte (1711-1780)           | Henri Bernadotte (1711-1780)           | Jeanne St. Jean                        | Jeanne St. Jean                        | Jeanne St. Jean                        | Jeanne St. Jean                        | Jeanne St. Jean                | Jeanne St. Jean                |                                |                                | François Clary (1725-1794)     | François Clary (1725-1794)     | François Clary (1725-1794)     | François Clary (1725-1794)     | François Clary (1725-1794)     | François Clary (1725-1794)     | Françoise Rose Somis (1737-1815) | Françoise Rose Somis (1737-1815) | Françoise Rose Somis (1737-1815) | Françoise Rose Somis (1737-1815) | Françoise Rose Somis (1737-1815) | Françoise Rose Somis (1737-1815) |                                 |                                 | Alexandre de Beauharnais (1760-1794) | Alexandre de Beauharnais (1760-1794) | Alexandre de Beauharnais (1760-1794) | Alexandre de Beauharnais (1760-1794) | Alexandre de Beauharnais (1760-1794) | Alexandre de Beauharnais (1760-1794) | Joséphine de Beauharnais (1763-1814) | Joséphine de Beauharnais (1763-1814) | Joséphine de Beauharnais (1763-1814) | Joséphine de Beauharnais (1763-1814) | Joséphine de Beauharnais (1763-1814)   | Joséphine de Beauharnais (1763-1814)   |                                        |                                        | Maximiliaan I Jozef van Beieren (1756-1825) | Maximiliaan I Jozef van Beieren (1756-1825) | Maximiliaan I Jozef van Beieren (1756-1825) | Maximiliaan I Jozef van Beieren (1756-1825) | Maximiliaan I Jozef van Beieren (1756-1825) | Maximiliaan I Jozef van Beieren (1756-1825) | Augusta Wilhelmina van Hessen-Darmstadt (1765-1796) | Augusta Wilhelmina van Hessen-Darmstadt (1765-1796) | Augusta Wilhelmina van Hessen-Darmstadt (1765-1796) | Augusta Wilhelmina van Hessen-Darmstadt (1765-1796) | Augusta Wilhelmina van Hessen-Darmstadt (1765-1796) | Augusta Wilhelmina van Hessen-Darmstadt (1765-1796) |  |  |  |  |  |  |  |  |  |  |  |  |  |  |  |  |  |  |  |  |  |  |  |  |  |  |  |  |  |  |  |  |  |  |  |  |  |  |  |  |  |  |  |  |  |  |  |  |
| Henri Bernadotte (1711-1780) | Henri Bernadotte (1711-1780) | Henri Bernadotte (1711-1780) | Henri Bernadotte (1711-1780) | Henri Bernadotte (1711-1780)           | Henri Bernadotte (1711-1780)           | Jeanne St. Jean                        | Jeanne St. Jean                        | Jeanne St. Jean                        | Jeanne St. Jean                        | Jeanne St. Jean                | Jeanne St. Jean                |                                |                                | François Clary (1725-1794)     | François Clary (1725-1794)     | François Clary (1725-1794)     | François Clary (1725-1794)     | François Clary (1725-1794)     | François Clary (1725-1794)     | Françoise Rose Somis (1737-1815) | Françoise Rose Somis (1737-1815) | Françoise Rose Somis (1737-1815) | Françoise Rose Somis (1737-1815) | Françoise Rose Somis (1737-1815) | Françoise Rose Somis (1737-1815) |                                 |                                 | Alexandre de Beauharnais (1760-1794) | Alexandre de Beauharnais (1760-1794) | Alexandre de Beauharnais (1760-1794) | Alexandre de Beauharnais (1760-1794) | Alexandre de Beauharnais (1760-1794) | Alexandre de Beauharnais (1760-1794) | Joséphine de Beauharnais (1763-1814) | Joséphine de Beauharnais (1763-1814) | Joséphine de Beauharnais (1763-1814) | Joséphine de Beauharnais (1763-1814) | Joséphine de Beauharnais (1763-1814)   | Joséphine de Beauharnais (1763-1814)   |                                        |                                        | Maximiliaan I Jozef van Beieren (1756-1825) | Maximiliaan I Jozef van Beieren (1756-1825) | Maximiliaan I Jozef van Beieren (1756-1825) | Maximiliaan I Jozef van Beieren (1756-1825) | Maximiliaan I Jozef van Beieren (1756-1825) | Maximiliaan I Jozef van Beieren (1756-1825) | Augusta Wilhelmina van Hessen-Darmstadt (1765-1796) | Augusta Wilhelmina van Hessen-Darmstadt (1765-1796) | Augusta Wilhelmina van Hessen-Darmstadt (1765-1796) | Augusta Wilhelmina van Hessen-Darmstadt (1765-1796) | Augusta Wilhelmina van Hessen-Darmstadt (1765-1796) | Augusta Wilhelmina van Hessen-Darmstadt (1765-1796) |  |  |  |  |  |  |  |  |  |  |  |  |  |  |  |  |  |  |  |  |  |  |  |  |  |  |  |  |  |  |  |  |  |  |  |  |  |  |  |  |  |  |  |  |  |  |  |  |
|                              |                              |                              |                              |                                        |                                        |                                        |                                        |                                        |                                        |                                |                                |                                |                                |                                |                                |                                |                                |                                |                                |                                  |                                  |                                  |                                  |                                  |                                  |                                 |                                 |                                      |                                      |                                      |                                      |                                      |                                      |                                      |                                      |                                      |                                      |                                        |                                        |                                        |                                        |                                             |                                             |                                             |                                             |                                             |                                             |                                                     |                                                     |                                                     |                                                     |                                                     |                                                     |  |  |  |  |  |  |  |  |  |  |  |  |  |  |  |  |  |  |  |  |  |  |  |  |  |  |  |  |  |  |  |  |  |  |  |  |  |  |  |  |  |  |  |  |  |  |  |  |
|                              |                              |                              |                              | Karel XIV Johan van Zweden (1763-1844) | Karel XIV Johan van Zweden (1763-1844) | Karel XIV Johan van Zweden (1763-1844) | Karel XIV Johan van Zweden (1763-1844) | Karel XIV Johan van Zweden (1763-1844) | Karel XIV Johan van Zweden (1763-1844) |                                |                                |                                |                                |                                |                                | Désirée Clary (1777-1860)      | Désirée Clary (1777-1860)      | Désirée Clary (1777-1860)      | Désirée Clary (1777-1860)      | Désirée Clary (1777-1860)        | Désirée Clary (1777-1860)        |                                  |                                  |                                  |                                  |                                 |                                 |                                      |                                      |                                      |                                      | Eugène de Beauharnais (1781-1824)    | Eugène de Beauharnais (1781-1824)    | Eugène de Beauharnais (1781-1824)    | Eugène de Beauharnais (1781-1824)    | Eugène de Beauharnais (1781-1824)    | Eugène de Beauharnais (1781-1824)    |                                        |                                        |                                        |                                        |                                             |                                             | Augusta van Beieren (1788-1851)             | Augusta van Beieren (1788-1851)             | Augusta van Beieren (1788-1851)             | Augusta van Beieren (1788-1851)             | Augusta van Beieren (1788-1851)                     | Augusta van Beieren (1788-1851)                     |                                                     |                                                     |                                                     |                                                     |  |  |  |  |  |  |  |  |  |  |  |  |  |  |  |  |  |  |  |  |  |  |  |  |  |  |  |  |  |  |  |  |  |  |  |  |  |  |  |  |  |  |  |  |  |  |  |  |
|                              |                              |                              |                              | Karel XIV Johan van Zweden (1763-1844) | Karel XIV Johan van Zweden (1763-1844) | Karel XIV Johan van Zweden (1763-1844) | Karel XIV Johan van Zweden (1763-1844) | Karel XIV Johan van Zweden (1763-1844) | Karel XIV Johan van Zweden (1763-1844) |                                |                                |                                |                                |                                |                                | Désirée Clary (1777-1860)      | Désirée Clary (1777-1860)      | Désirée Clary (1777-1860)      | Désirée Clary (1777-1860)      | Désirée Clary (1777-1860)        | Désirée Clary (1777-1860)        |                                  |                                  |                                  |                                  |                                 |                                 |                                      |                                      |                                      |                                      | Eugène de Beauharnais (1781-1824)    | Eugène de Beauharnais (1781-1824)    | Eugène de Beauharnais (1781-1824)    | Eugène de Beauharnais (1781-1824)    | Eugène de Beauharnais (1781-1824)    | Eugène de Beauharnais (1781-1824)    |                                        |                                        |                                        |                                        |                                             |                                             | Augusta van Beieren (1788-1851)             | Augusta van Beieren (1788-1851)             | Augusta van Beieren (1788-1851)             | Augusta van Beieren (1788-1851)             | Augusta van Beieren (1788-1851)                     | Augusta van Beieren (1788-1851)                     |                                                     |                                                     |                                                     |                                                     |  |  |  |  |  |  |  |  |  |  |  |  |  |  |  |  |  |  |  |  |  |  |  |  |  |  |  |  |  |  |  |  |  |  |  |  |  |  |  |  |  |  |  |  |  |  |  |  |
|                              |                              |                              |                              |                                        |                                        |                                        |                                        |                                        |                                        | Oscar I van Zweden (1799-1859) | Oscar I van Zweden (1799-1859) | Oscar I van Zweden (1799-1859) | Oscar I van Zweden (1799-1859) | Oscar I van Zweden (1799-1859) | Oscar I van Zweden (1799-1859) |                                |                                |                                |                                |                                  |                                  |                                  |                                  |                                  |                                  |                                 |                                 |                                      |                                      |                                      |                                      |                                      |                                      |                                      |                                      |                                      |                                      | Josephine van Leuchtenberg (1807-1876) | Josephine van Leuchtenberg (1807-1876) | Josephine van Leuchtenberg (1807-1876) | Josephine van Leuchtenberg (1807-1876) | Josephine van Leuchtenberg (1807-1876)      | Josephine van Leuchtenberg (1807-1876)      |                                             |                                             |                                             |                                             |                                                     |                                                     |                                                     |                                                     |                                                     |                                                     |  |  |  |  |  |  |  |  |  |  |  |  |  |  |  |  |  |  |  |  |  |  |  |  |  |  |  |  |  |  |  |  |  |  |  |  |  |  |  |  |  |  |  |  |  |  |  |  |
|                              |                              |                              |                              |                                        |                                        |                                        |                                        |                                        |                                        | Oscar I van Zweden (1799-1859) | Oscar I van Zweden (1799-1859) | Oscar I van Zweden (1799-1859) | Oscar I van Zweden (1799-1859) | Oscar I van Zweden (1799-1859) | Oscar I van Zweden (1799-1859) |                                |                                |                                |                                |                                  |                                  |                                  |                                  |                                  |                                  |                                 |                                 |                                      |                                      |                                      |                                      |                                      |                                      |                                      |                                      |                                      |                                      | Josephine van Leuchtenberg (1807-1876) | Josephine van Leuchtenberg (1807-1876) | Josephine van Leuchtenberg (1807-1876) | Josephine van Leuchtenberg (1807-1876) | Josephine van Leuchtenberg (1807-1876)      | Josephine van Leuchtenberg (1807-1876)      |                                             |                                             |                                             |                                             |                                                     |                                                     |                                                     |                                                     |                                                     |                                                     |  |  |  |  |  |  |  |  |  |  |  |  |  |  |  |  |  |  |  |  |  |  |  |  |  |  |  |  |  |  |  |  |  |  |  |  |  |  |  |  |  |  |  |  |  |  |  |  |
|                              |                              |                              |                              |                                        |                                        |                                        |                                        |                                        |                                        |                                |                                |                                |                                |                                |                                |                                |                                |                                |                                |                                  |                                  |                                  |                                  |                                  |                                  |                                 |                                 |                                      |                                      |                                      |                                      |                                      |                                      |                                      |                                      |                                      |                                      |                                        |                                        |                                        |                                        |                                             |                                             |                                             |                                             |                                             |                                             |                                                     |                                                     |                                                     |                                                     |                                                     |                                                     |  |  |  |  |  |  |  |  |  |  |  |  |  |  |  |  |  |  |  |  |  |  |  |  |  |  |  |  |  |  |  |  |  |  |  |  |  |  |  |  |  |  |  |  |  |  |  |  |
|                              |                              |                              |                              |                                        |                                        |                                        |                                        |                                        |                                        |                                |                                |                                |                                |                                |                                |                                |                                |                                |                                |                                  |                                  |                                  |                                  |                                  |                                  |                                 |                                 |                                      |                                      |                                      |                                      |                                      |                                      |                                      |                                      |                                      |                                      |                                        |                                        |                                        |                                        |                                             |                                             |                                             |                                             |                                             |                                             |                                                     |                                                     |                                                     |                                                     |                                                     |                                                     |  |  |  |  |  |  |  |  |  |  |  |  |  |  |  |  |  |  |  |  |  |  |  |  |  |  |  |  |  |  |  |  |  |  |  |  |  |  |  |  |  |  |  |  |  |  |  |  |
|                              |                              |                              |                              | Karel XV van Zweden (1826-1872)        | Karel XV van Zweden (1826-1872)        | Karel XV van Zweden (1826-1872)        | Karel XV van Zweden (1826-1872)        | Karel XV van Zweden (1826-1872)        | Karel XV van Zweden (1826-1872)        |                                |                                |                                |                                | Gustaaf van Zweden (1827-1852) | Gustaaf van Zweden (1827-1852) | Gustaaf van Zweden (1827-1852) | Gustaaf van Zweden (1827-1852) | Gustaaf van Zweden (1827-1852) | Gustaaf van Zweden (1827-1852) |                                  |                                  |                                  |                                  | Oscar II van Zweden (1829-1907)  | Oscar II van Zweden (1829-1907)  | Oscar II van Zweden (1829-1907) | Oscar II van Zweden (1829-1907) | Oscar II van Zweden (1829-1907)      | Oscar II van Zweden (1829-1907)      |                                      |                                      |                                      |                                      | Eugénie van Zweden (1830-1889)       | Eugénie van Zweden (1830-1889)       | Eugénie van Zweden (1830-1889)       | Eugénie van Zweden (1830-1889)       | Eugénie van Zweden (1830-1889)         | Eugénie van Zweden (1830-1889)         |                                        |                                        |                                             |                                             | Augustus van Zweden (1831-1873)             | Augustus van Zweden (1831-1873)             | Augustus van Zweden (1831-1873)             | Augustus van Zweden (1831-1873)             | Augustus van Zweden (1831-1873)                     | Augustus van Zweden (1831-1873)                     |                                                     |                                                     |                                                     |                                                     |  |  |  |  |  |  |  |  |  |  |  |  |  |  |  |  |  |  |  |  |  |  |  |  |  |  |  |  |  |  |  |  |  |  |  |  |  |  |  |  |  |  |  |  |  |  |  |  |

## Trivia
- Niet alleen zit een nazaat van Karel Johan op de Zweedse troon, ook op de tronen van Denemarken, Noorwegen, België en Luxemburg zitten nazaten van Karel Johan.